# Salvatore De Mola
Salvatore De Mola (Bari, 1967) è uno sceneggiatore italiano.

## Filmografia

### Cinema
- L'ultima lezione, regia di Fabio Rosi (2001)
- Emma sono io, regia di Francesco Falaschi (2002)
- Un Aldo qualunque, regia di Dario Migliardi (2002)
- Mio cognato, regia di Alessandro Piva (2003)
- Anastezsi, regia di Miguel Alcantud (2007)
- La canarina assassinata, regia di Daniele Cascella (2008)
- O gios tou Tsarly, regia di Karolos Zonaras (2008)
- 100 metri dal paradiso, regia di Raffaele Verzillo (2012)
- La stoffa dei sogni, regia di Gianfranco Cabiddu (2016)
- Noi eravamo, regia di Leonardo Tiberi (2017)
- Wine to Love - I colori dell'amore, regia di Domenico Fortunato (2018)
- Il destino degli uomini, regia di Leonardo Tiberi (2018)
- Notti in bianco, baci a colazione, regia di Francesco Mandelli (2021)

### Televisione
- Il commissario Montalbano, regia di Alberto Sironi – serie TV, 28 episodi (2002-2020)
- Distretto di Polizia 3, regia di Monica Vullo – serie TV (2002)
- Francesco, regia di Michele Soavi – miniserie TV (2002)
- 48 ore, regia di Eros Puglielli – serie TV, episodio 5 (2006)
- La stagione dei delitti, regia di Donatella Maiorca e Daniele Costantini – serie TV, seconda stagione (2007)
- Gente di mare, regia di Giorgio Serafini e Andrea Costantini – serie TV, seconda stagione (2007)
- I Cesaroni, regia di Francesco Vicario, Stefano Vicario e Francesco Pavolini – serie TV, terza stagione (2009)
- Nel nome del male, regia di Alex Infascelli – miniserie TV (2009)
- Il giovane Montalbano, regia di Gianluca Maria Tavarelli – serie TV, episodi 1x03 e 1x05 (2012)
- Rex, regia dei Manetti Bros. – serie TV, episodio 7x10 (2014)
- Fango e gloria - La Grande Guerra, regia di Leonardo Tiberi – film TV (2015)
- L'isola di Pietro, registi vari – serie TV (2017-2019)
- Storia di Nilde, regia di Emanuele Imbucci – film TV (2019)
- Imma Tataranni - Sostituto procuratore, regia di Francesco Amato – serie TV (2019-in produzione)
- Passeggeri notturni, regia di Riccardo Grandi – film TV (2020)
- Questo è un uomo, regia di Marco Turco – film TV (2021)
- Màkari, regia di Michele Soavi – serie TV (2021-in produzione)
- Giustizia per tutti, regia di Maurizio Zaccaro – serie TV (2022)
- Vincenzo Malinconico, avvocato d'insuccesso, regia di Alessandro Angelini – serie TV (2022)
- Arnoldo Mondadori - I libri per cambiare il mondo, regia di Francesco Miccichè – docu-drama (2022)
- Marconi - L'uomo che ha connesso il mondo, regia di Lucio Pellegrini - miniserie TV (2024)
- I fratelli Corsaro, regia di Francesco Miccichè – serie TV (2024)
- Kostas, regia di Milena Cocozza – serie TV (2024)
- Mike, regia di Giuseppe Bonito – miniserie TV (2024)

### Documentari
- Ibla - Le chiavi dell'anima, regia di Maria Luisa Putti e Marco Spagnoli (2021)

## Riconoscimenti
- 2017 – David di Donatello[1]
  - David di Donatello per la migliore sceneggiatura adattata per La stoffa dei sogni
- 2017 – Nastri d'argento[2]
  - Candidatura al Nastro d'argento alla migliore sceneggiatura per La stoffa dei sogni